# Ordo iudiciorum privatorum
Con ordo iudiciorum privatorum si indica generalmente l'ordine dei giudizi tra privati, ovvero quella tipologia processuale romana, simile all'odierno processo privato.

## L'ordo iudiciorum privatorum come actio
Nell'identificarlo con l'actio, l'ordo iudiciorum privatorum si configura come quell'azione volta a realizzare, mediante il processo, un diritto violato.
Da questo si deduce facilmente che nell'esperienza giuridica romana, per lo meno in quella precedente all'età del Dominato, non c'è stato un riconoscimento del diritto soggettivo (che oggi contraddistingue gli ordinamenti di civil law), ma una netta coincidenza tra il diritto e la actio volta a realizzarlo (come accade oggi per gli ordinamenti di common law).
Lo stesso ragionamento è applicabile al diritto in generale: non esiste, fino al Dominato, una qualche forma di discussione astratta sul diritto, ma esso nasce concretamente con il processo e più precisamente con l'attività interpretativa dei prudentes in tutta l'epoca del Processo per formulas.

## L'evoluzione dell'Ordo iudiciorum privatorum
L'evoluzione dell'ordo iudiciorum privatorum è caratterizzata da un graduale mutamento della procedura che caratterizzava il processo.
- Processo per legis actiones: caratterizzato da un forte formalismo, con elementi caratterizzanti quali la pronuncia di determinate parole (certa verba) ed il compimento di determinati gesti.
- Processo per formulas: caratterizzato da un'ampia flessibilità, configurandosi come programma scritto liberamente concordato dalle parti e redatto mediante l'ausilio del magistrato, attraverso il cui imperium si esplicava la forza creatrice di diritto dell'Interpretatio prudentium
- Cognitio extra ordinem, definita tale in quanto extra, al di fuori dell'ordine dei giudizi di natura privatistica, in quanto frutto di una richiesta di tutela, indiretta, all'imperatore di un determinato interesse.